# Särkilahti (Turku)
Pour les articles homonymes, voir Särkilahti.
Särkilahti est un quartier du district Hirvensalo-Kakskerta à Turku en Finlande,.

## Description
Le quartier de Särkilahti est situé dans la partie centrale d'Hirvensalo, au fond de la baie Särkilahti.
L'une des deux écoles d'Hirvensalo est située à Särkilahti.
Dans le zonage de Turku, une ville du canal est prévue pour la zone de Särkilahti, dont le centre serait le canal reliant Särkilahti et le détroit Pukinsalmi entre Maanpää et Jänessaari.